# Regatul Lori
Regatul Tashir-Dzoraget (în armeană Տաշիր-Ձորագետի Թագավորություն, transliterat: Tashir-Dzorageti t'agavorut'yun), cunoscut alternativ ca Regatul Lori sau Regatul Kiurikian de către istoricii ulteriori, a fost un regat armean medieval format în anul 979 de dinastia Kiurikian, o ramură a dinastiei Bagratuni, ca un regat vasal al Regatului Bagratid al Armeniei. Prima capitală a regatului a fost Matsnaberd, în prezent parte a Azerbaidjanului modern.
Acesta era situat pe teritoriile actualei Armenie de nord, Azerbaidjanului de nord-vest și Georgiei de sud. Fondatorul regatului și al dinastiei Kiurikian a fost regele Kiurike I (cunoscut și sub numele de Gurgen I).
În 979, regele Smbat al II-lea al Armeniei a acordat provincia Tashir fratelui său Kiurike cu titlul de rege. Această ramură a dinastiei a supraviețuit ramurii principale din Ani.
Regatul a devenit deosebit de puternic în timpul domniei regelui David I Anhoghin, care i-a succedat tatălui său Kiurike și a domnit între 989 și 1048. David I Anhoghin a cucerit unele teritorii de la Emiratele Tbilisi și Gandja și a ales Samshvilde ca reședință. În 1001, a încercat fără succes să obțină independența față de regii Bagratid. După eșec, a fost pedepsit de regele Gagik I, care i-a confiscat toate posesiunile; după aceasta, David a devenit cunoscut sub numele de "Anhoghin", care înseamnă "cel fără pământ". David I a fost succedat de fiul său Kiurike al II-lea, care a domnit între 1048 și 1089. După căderea Regatului Bagratid al Armeniei în 1045, Kiurike al II-lea a fost investit de bizantini cu titlul de Kouropalates și a devenit un conducător independent.
Kiurike al II-lea a mutat capitala de la Matsnaberd la Lori în 1064. În timpul invaziilor selgiucide în Caucaz, Kiurike al II-lea a devenit vasal al Imperiului Selgiucid.
La apogeul puterii sale, regatul Tashir-Dzoraget a devenit suzeran al Emiratului Tiflis și al regatului Kakheti-Hereti, unde o ramură a dinastiei Kiurikian a domnit din 1029 până în 1105.
În 1089, David al II-lea i-a succedat tatălui său Kiurike al II-lea și a domnit până în 1118, când Tashir-Dzoraget a fost anexat la Regatul Georgiei.
După aceasta, Kiurikianii, întărindu-se în cetățile Tavush, Matsnaberd și Nor-Berd, și-au păstrat titlul regal până la începutul secolului al XIII-lea, când Mongolii au cucerit regiunea.
Spre deosebire de rudele lor Bagratuni, regii Kiurikian au fost unici în baterea propriilor monede, cu linia „Fie ca Domnul să-l ajute pe Kiurike (George) Khorapaghat (Kouropalates)”, inscripționată pe revers în cinci rânduri. Ei au sponsorizat construcția unui număr de biserici și mănăstiri în Armenia de nord, inclusiv cele din Sanahin, Haghpat și Haghartsin, unde mulți dintre ei au fost înmormântați.